# Tajemnica statystyczna
Tajemnica statystyczna – termin prawniczy wprowadzony ustawą z dnia 29 czerwca 1995 r. o statystyce publicznej.

Art. 10. Zbierane i gromadzone w badaniach statystycznych statystyki publicznej, dane indywidualne i dane osobowe są poufne i podlegają szczególnej ochronie; dane te mogą być wykorzystywane wyłącznie do opracowań, zestawień i analiz statystycznych oraz do tworzenia przez służby statystyki publicznej operatu do badań statystycznych prowadzonych przez te służby; udostępnianie lub wykorzystywanie danych indywidualnych i danych osobowych dla innych niż podane celów jest zabronione (tajemnice statystyczne).

Trybunał Konstytucyjny zezwala na zwolnienie z tajemnicy statystycznej.